# Mai Nakachi
Mai Nakachi (中地 舞, 16 de desembre de 1980) és una exfutbolista japonesa.

## Selecció del Japó
Va debutar amb la selecció del Japó el 1997. Va disputar 30 partits amb la selecció del Japó. Ha disputat Copa del Món de 1999 i 2003.

## Estadístiques
| Selecció del Japó | Selecció del Japó | Selecció del Japó |
| Anys              | Partits           | Gols              |
| ----------------- | ----------------- | ----------------- |
| 1997              | 2                 | 0                 |
| 1998              | 5                 | 0                 |
| 1999              | 3                 | 0                 |
| 2000              | 1                 | 0                 |
| 2001              | 8                 | 0                 |
| 2002              | 5                 | 0                 |
| 2003              | 5                 | 0                 |
| 2004              | 0                 | 0                 |
| 2005              | 0                 | 0                 |
| 2006              | 0                 | 0                 |
| 2007              | 0                 | 0                 |
| 2008              | 1                 | 0                 |
| Total             | 30                | 0                 |